# Portada/article setembre 7

## Tríptic de l'enterrament de Crist
L'enterrament de Crist o Tríptic de Seilern és una de les obres destacades de Robert Campin, conegut com el Mestre de Flémalle. El tríptic està plantejat com un únic paisatge on succeeixen simultàniament tres estacions del cicle de la passió separades en el temps: el davallament al panell de l'esquerra, l'enterrament com a tema central i la resurrecció al panell dret.
Tot i ser una obra primerenca, Campin va crear una composició que esdevindria un referent entre els seus contemporanis, com queda reflectit en altres obres de la mateixa temàtica.